# Астерікс: Земля Богів
«Астерікс: Земля́ Богів» (фр. Astérix: Le Domaine des dieux) — французька повнометражний анімаційний фільм, знятий за мотивами коміксів Рене Ґосінні і Альбер Удерзо про гальських воїнах Астеріксе і Обеліксе в 2014 року студією Мікрос Image. Мультфільм вийшов у Франції 26 листопада 2014 року. Це перший мультфільм серії, зроблений у форматі 3D.

## Сюжет
Астерікс та його кращий друг Обелікс продовжують свою багаторічну боротьбу з Цезарем, який хоче нарешті розправитися з невгамовними галлами. На цей раз Цезар наказує побудувати навколо села Астерікса житловий комплекс для римлян — «Землю Богів». Через будівництво у лісі не залишилося кабанів і Обелікс з голоду потихеньку втрачає свою богатирську силу.
В галльському селі хаос і сум'яття. Але заповзятливі жителі села (наприклад коваль та торговець рибою) влаштували непоганий бізнес на новоселах. А потім і все село (крім Астерікса, Обелікса і Панорамікса) захотіли жити «як римляни» в «Землі Богів». Панорамікса викрадають, щоб він не допоміг Астеріксу. Те, що відбувається Цезар сприйняв як повну перемогу над галлами. Однак Астерікс не здається, і навіть без чарівного зілля йому вдається врятувати своїх земляків, крім того, у цьому йому допомагає одна римська родина.

## У ролях

### Оригінальна озвучка
- Астерікс — Роже Карель (87-річний актор озвучив Астерікса дев'ятий раз, вперше раз Роже Карель озвучив його у 1967 році в мультфільмі «Астерікс з Галлії»)
- Обелікс — Гійом Брія
- Юлій Цезар — Філіпп Мор'є-Жену
- Центуріон — Александр Астьє
- Сетотоматікс — Ліоннель Астьє
- Англегус — Лоран Дойч
- Сенатор — Бріс Фурньє
- Ордралфабетікс — Франсуа Морель
- Роман — Даві Мур'є
- Абраракурсікс — Серж Папагаллі
- Шеф-кухар Когорта — Еллі Гулдінг

## Культурні відсилки
- Коли галли вигадують, як випровадити римлян із лісу, глава села вимовляє фразу «Ви приходите до мого лісу, але ви не поважаєте мене», що є посиланням на фразу дона Віто Корлеоне у фільмі «Хрещений батько».
- Сцена, коли Обелікс дерся по будівлі, як горила, — посилання до фільму «Кінг-Конг»
- Коли Панорамікс загородив від римських солдатів котел із чарівним зіллям, він виголосив фразу «Ти не пройдеш!»: фразу Гендальфа з фільму «Володар перснів: Братерство персня» (на що солдат що відштовхнув друїда заявляє: «Теж мені, Гендальф!»)
- У мультфільмі використовується композиція  Sara perche ti amo  у виконанні групи  Ricchi e Poveri.